# Agat Ejendomme
TK Development A/S (Agat Ejendomme A/S) – duńskie przedsiębiorstwo zajmujące się rozwojem nieruchomości, z siedzibą w Aalborgu. Zostało założone w 1960 przez dewelopera Thorkilda Kristensena.
W roku obrotowym 2009/2010 spółka osiągnęła przychody w wysokości 1,37 miliarda DKK oraz zysk netto na poziomie 25,4 miliona DKK. Średnie zatrudnienie wynosiło wówczas 135 osób. Firma jest notowana na Kopenhaskiej Giełdzie Papierów Wartościowych. 

## Działalność
Agat Ejendomme A/S prowadzi działalność za pośrednictwem dwóch spółek zależnych: TKD Nordeuropa i Euro Mall Holding. TKD Nordeuropa koncentruje się na inwestycjach w regionie północnej Europy. Ekspansję poza rynek Europy północnej firma rozpoczęła w latach 90. XX wieku, koncentrując się na krajach Europy Środkowej, takich jak Polska, Czechy i Węgry. W regionie tym firma realizowała projekty za pośrednictwem spółki zależnej Euro Mall Holding i spółek celowych Euro Mall zajmuje się inwestycjami w centra handlowe w Europie Środkowej i Wschodniej. Wśród krajów europejskich w których firma prowadziła inwestycje znalazły się także: Niemcy, Litwa, Finlandia i Szwecja. Według rankingu Central & Eastern European Construction & Investment Journal z kwietnia 2011 r. firma zajęła 2. miejsce wśród 50 największych deweloperów, którzy w latach 2000-2010 realizowali obiekty handlowe.

## Wybrane projekty
Wśród projektów zrealizowanych przez TK Development znajdują się:
- Field's w Ørestad,
- Hotel Skt. Petri w Kopenhadze,
- Kennedy Arkaden w Aalborgu,
- Lyngby Kulturhus w Kongens Lyngby,
- Sillebroen w Frederikssund,
- Spinderiet w Valby.

## TK Development w Polsce
Polski oddział TK Development został założony w 1994 roku w Warszawie.  Początkowo firma skupiała się na obiektach komercyjnych, realizując 14 centrów handlowych, 2 obiekty biurowe oraz 1 obiekt handlowo-rozrywkowy. W 2007 roku rozszerzyła działalność o sektor mieszkaniowy.
Wybrane projekty TK Development w Polsce:
- Centrum Handlowe Reduta
- Centrum Handlowe Targówek
- Osiedle Tivoli Park Mieszkaniowy w Warszawie
- Biurowce dla firm Microsoft i Philips w Warszawie
- Galeria Sandacja
- Centrum Handlowe Pledjada

W grudniu 2017 roku TK Development ogłosił plan wycofania się z polskiego rynku w ciągu dwóch lat, koncentrując się na działalności w Danii i Szwecji. Decyzja ta była motywowana analizą ryzyka i oczekiwanych zwrotów z inwestycji na polskim rynku.
W sierpniu 2018 roku firma przyspieszyła proces wyjścia z Polski, negocjując sprzedaż m.in. działki o powierzchni 11 ha w Bytomiu. 